# Chevrolet BrightDrop
Die Marke BrightDrop Zevo ist eine Fahrzeugfamilie von vollelektrischen Kleintransportern, die von einer Tochterfirma von General Motors in Nordamerika entwickelt wurde. Seit 2024 werden die Fahrzeuge als Chevrolet BrightDrop vermarktet. Die Produktion erfolgt im kanadischen Ingersoll.

## Gesichte
Erstbesteller war FedEx mit 500 Stück im Dezember 2021, zur Auslieferung in Kalifornien. Im Januar 2022 bestellte Walmart 2000 Stück mit einer Option für 5000 weitere. Im Dezember 2022 bestellte DHL Canada eine Flotte. Und es liegen weitere große Bestellungen vor. Entsprechend wird die Produktion ausgebaut, auf 50.000 Zevo pro Jahr ab 2025.

## Modelle
Das erste Modell von BrightDrop war der EV600 mit 7,3 Metern Länge und 400 km Reichweite. Später kam noch eine gekürzte Variante EV410 dazu, die einen Meter weniger misst. Im April 2022 wurden die Modelle umbenannt in Zevo 600 und Zevo 400. Die Bezeichnungen folgen dabei der Ladekapazität in Kubikfuß.